# 카마인 지오비나조
카마인 지오비나조(Carmine Giovinazzo, 1973년 8월 24일 ~ )는 미국의 배우이다.

## 출연 작품
- 듀크 (2013)
- 인 에너미 핸드 (2004)
- CSI - 뉴욕 (2004)
- CSI 라스베가스 시즌3 (2002)
- 그들만의 비상구 (2001)
- 블랙 호크 다운 (2001)
- 공포의 집 (2000)
- 킹 메이커 (1999)
- 사랑을 위하여 (1999)
- 뱀파이어 해결사 (1997)
- 나쁜 친구 (1996)